# Old Faithful Inn
El Old Faithful Inn es un hotel ubicado en el parque nacional Yellowstone, en el estado de Wyoming (Estados Unidos). Debe su nombre al géiser Old Faithful, del que es vecino. La posada tiene un vestíbulo de troncos de varios pisos, flanqueado por alas de marco largo que contienen las habitaciones.
Con su vestíbulo de troncos y ramas y una enorme chimenea de piedra de (450 toneladas métricas, 26 metros), la posada es un ejemplo de la "Edad de Oro" de la arquitectura rústica de un resort, un estilo que también se conoce como estilo rústico del Servicio de Parques Nacionales. Es uno de los pocos hoteles de troncos que aún se mantienen en pie en Estados Unidos, y fue el primero de los grandes parques de hospedaje del oeste estadounidense.
La construcción inicial se llevó a cabo durante el invierno de 1903-1904, en gran parte utilizando materiales obtenidos localmente, incluido el pino conífera y la piedra de riolita. Cuando Old Faithful Inn abrió por primera vez en la primavera de 1904, contaba con luces eléctricas y calefacción a vapor.
La estructura es el hotel de troncos más grande del mundo. En 2007, el American Institute of Architects realizó una encuesta para determinar la lista America's Favorite Architecture con los 150 edificios favoritos en Estados Unidos; el Old Faithful Inn ocupa el puesto 36. El Inn, que fue designado Monumento Histórico Nacional en 1987, es en sí mismo parte del Distrito Histórico Old Faithful. Old Faithful Inn es miembro de Historic Hotels of America, el programa oficial del National Trust for Historic Preservation.

## Diseño

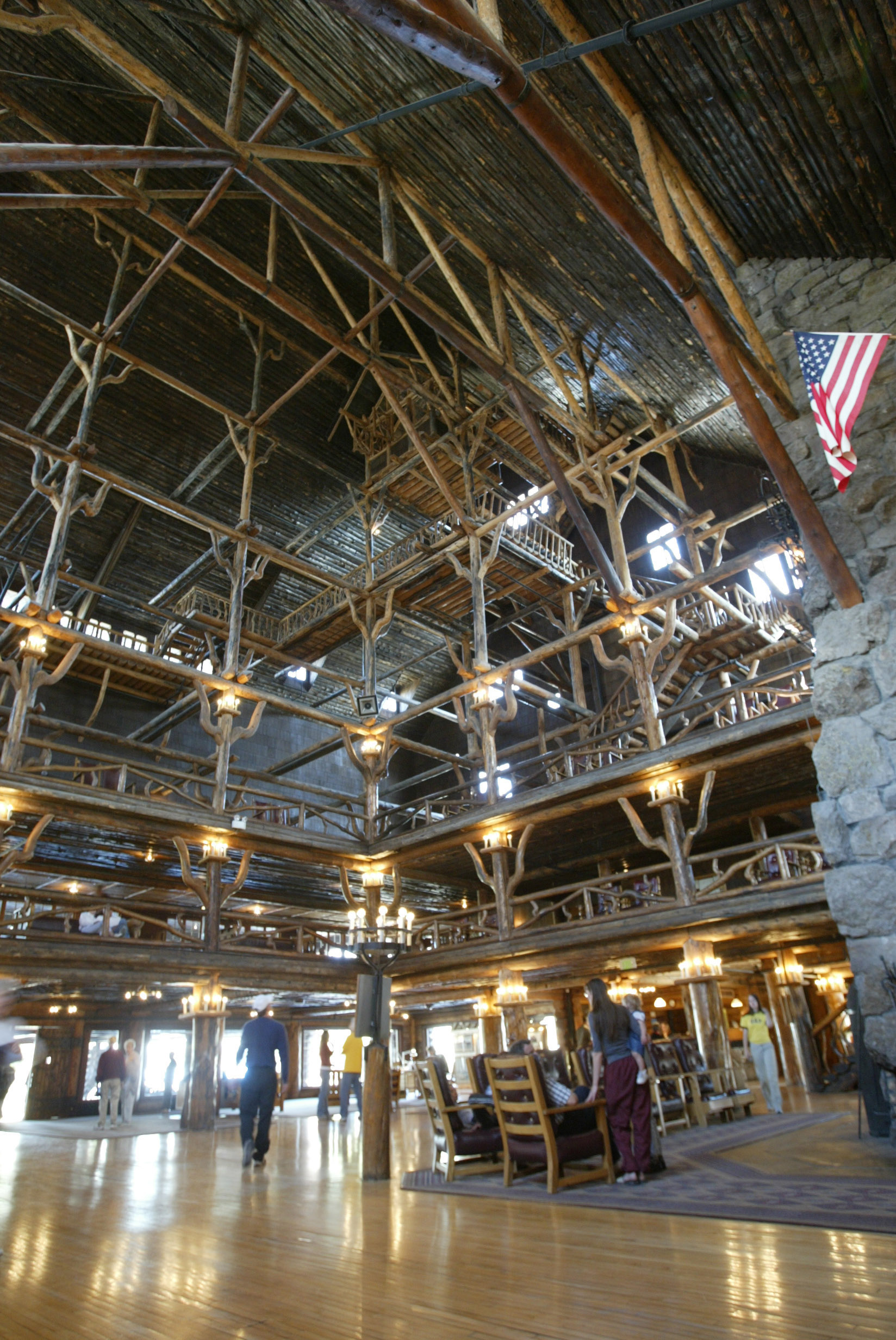
El interior contiene cuatro pisos de balcones

El arquitecto de la posada fue Robert Reamer, de 29 años, arquitecto de Yellowstone Park Company, que estaba afiliada a Northern Pacific Railway. Reamer fue contratado por Harry W. Child, el presidente de Yellowstone Park Company, quien había conocido a Reamer en San Diego a través de conocidos mutuos. Reamer diseñó el vestíbulo y la fase inicial de las habitaciones de huéspedes, conocida como Old House, que se construyó entre 1903 y 1904, en gran parte durante el largo invierno. El ala este se amplió entre 1913 y 1914, y la oeste en 1927, creando una sola estructura de casi 213,4 m largo. La Old House está a 90 grados con respecto a Old Faithful para que la vista del géiser quede enmarcada por el porche de entrada para los visitantes que llegan. El techo del porche proporciona una plataforma de observación para ver las erupciones de Old Faithful y otros géiseres, mientras que la fachada principal mira a Geyser Hill al otro lado del río Firehole, donde el antiguo Circuit Road una vez atravesó la cuenca del géiser.
La característica central de Old House es una estructura alta de troncos a dos aguas que alberga el vestíbulo, dominado por un techo de tejas profundo y empinado. La Old House utiliza paredes exteriores inferiores de troncos de carga con un marco interior de poste de troncos que soporta siete pisos, seis de los cuales son la estructura del techo. Las paredes superiores del hastial son de estructura de madera fresada con revestimiento de tejas. El declive del techo de tejas lo ecentúan cobertizos y buhardillas a dos aguas, algunas de las cuales son puramente decorativas. Tanto el enmarcado interior como el exterior se sustenta en ramas retorcidas o curvas, dando a toda la estructura un aire fuertemente rústico. Hay dos niveles de balcones, el inferior que rodea el vestíbulo y el superior en dos lados. Las escaleras suben desde el segundo balcón a una plataforma en el marco conocido como el "Nido del Cuervo" que una vez fue utilizado por los músicos para entretener a los invitados, luego a la corona del hastial a 28 m encima del piso del vestíbulo. Toda la estructura está coronada por una pasarela en el techo que alguna vez sostuvo reflectores para iluminar Old Faithful Geyser por la noche.Las alas originales para invitados tienen 3 1⁄2 pisos de altura a cada lado del vestíbulo. Está anclado al suelo por una base de riolita que se extiende hasta los vierteaguas de las ventanas del primer piso.
Desplazado hacia la esquina sureste, la chimenea de piedra mide 5 m cuadrado en la base. Cuenta con cuatro hogares principales, uno en cada cara, con hogares más pequeños, cada uno con una chimenea, en las esquinas. La piedra se extiende hasta el techo, y hasta que fue dañada por el terremoto, una chimenea de ladrillos se extendía por encima del techo, cubierta con un entramado de troncos. Un reloj de herrería decora la cara norte de la chimenea superior del vestíbulo. La chimenea está en el centro de una depresión poco profunda en el piso del vestíbulo que distingue el área alrededor de sus hogares del resto del vestíbulo. El herraje personalizado, más notable en la puerta de entrada principal y el reloj, fue forjado en el sitio por un ferretero llamado Colpitts.
El comedor se extiende hacia el sur del vestíbulo, con armazones de tijeras de troncos que sostienen un techo de pendiente más superficial en ángulo recto con el techo del vestíbulo. El comedor tiene su propia chimenea de piedra, menos masiva que la del vestíbulo, pero aún grande. Las habitaciones de Old House conservan gran parte de su carácter original.
Las alas este y oeste fueron diseñadas intencionalmente por Reamer para que fueran menos prominentes que la casa central. Tienen de tres a cuatro pisos de altura con un piso superior abuhardillado y un techo plano. El ala este es recta, originalmente con 100 habitaciones. La oeste tiene forma de Y, con 150 habitaciones construidas. Los interiores de las son anodinos en comparación con la Old House.

## Historia
El Old Faithful Inn reemplazó al Upper Geyser Basin Hotel, también conocido como el Shack Hotel, que se había incendiado. Los términos de su concesión requerían que Northern Pacific Railroad, en forma de compañía operadora de la Asociación de parques de Yellowstone, construyera un nuevo hotel a no menos de 1/8 de milla de Old Faithful, una estipulación que la Asociación de Parques de Yellowstone observó al pie de la letra. Un diseño inicial fue preparado por el arquitecto AW Spalding en 1898, produciendo un diseño típico de la época, un hotel de estilo Reina Ana con torreones. El diseño fue aprobado por el Servicio de Parques, pero la construcción nunca comenzó. En cambio, Child contrató a Reamer para diseñar un edificio mucho más radical con antecedentes en los rústicos campamentos de las Adirondacks. El trabajo de diseño tuvo lugar en 1902 y la construcción comenzó en 1903, y el trabajo continuó durante el invierno para abrir en 1904. El costo original de la posada fue de aproximadamente 140.000 dólares, utilizando materiales recolectados dentro del parque. El hotel fue amueblado por otros 25.000 dólares. La mayoría de los registros provienen de una ubicación a unas 13 km sur de Old Faithful, donde un aserradero temporal producía tablas según las necesidades. La piedra vino de Black Sand Basin y de un sitio a lo largo de la carretera hacia Craig Pass a unos 8 km al este. Los soportes de troncos de formas inusuales se recolectaron de los bosques circundantes.

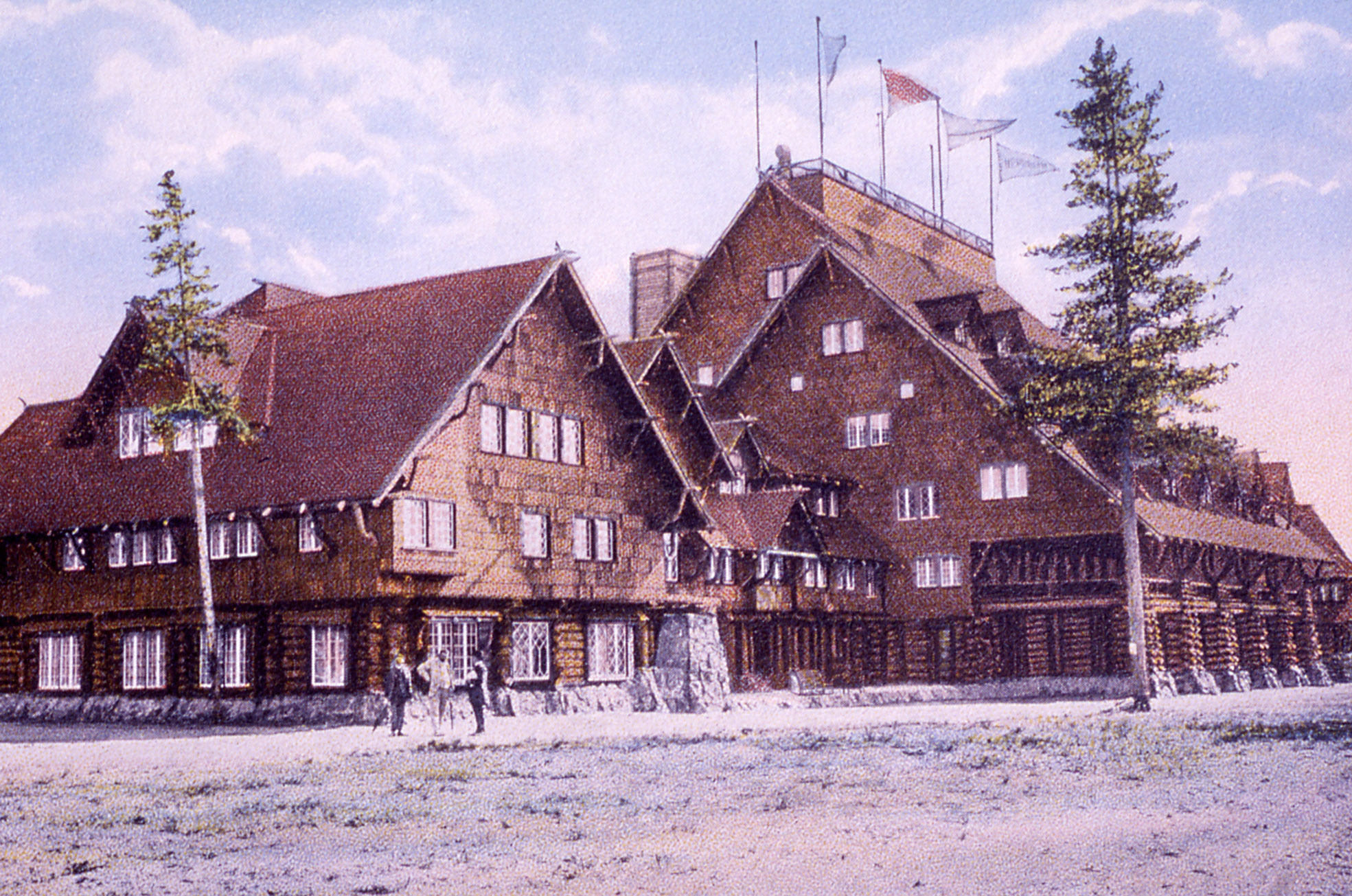
La posada en 1914

La posada se ha ampliado y modificado varias veces. En 1913 se añadió el ala este a la estructura original de 120 habitaciones, y en 1922 se amplió el comedor. Entre 1927 y 1928 se construyó el ala oeste y se amplió el frente del edificio principal. Todas estas modificaciones se llevaron a cabo bajo la supervisión del arquitecto original, Robert Reamer. Una adición de 1927 al comedor se ha convertido desde entonces en el hogar del Bear Pit Lounge. Instalado en 1936 justo al lado del vestíbulo, el primer Bear Pit presentaba paneles de madera tallados e incrustados con escenas humorísticas que involucraban osos, creadas por sugerencia de Reamer. Cuando el salón se convirtió en una cafetería, el salón se trasladó a la extensión del comedor y los paneles se replicaron en vidrio grabado en 1988. Algunos de los paneles originales permanecen en el snack bar. En 1940 se pelaron los troncos interiores, revelando patrones creados por los escarabajos de la corteza, y en 1966 se limpiaron y barnizaron los troncos. En 1948 se añadió un sistema automático de rociadores contra incendios, junto con puertas cortafuegos en las alas.
Algunos de los muebles originales permanecen, mientras que se ha tenido cuidado con las piezas más nuevas para que sigan siendo compatibles con el diseño rústico. Algunos muebles del Old Faithful Inn se rescataron del Canyon Hotel antes de que lo demolieran, en particular las sillas Limbert en la extensión del comedor y algunos de los escritorios de lectura en el balcón.
La instalación estuvo cerrada durante la Segunda Guerra Mundial (junto con todos los demás hoteles del parque) y el parque no estaba preparado para la gran cantidad de visitantes en 1946.
El 17 de agosto de 1959, el Old Faithful Inn fue sacudido por el terremoto del lago Hebgen de 1959 que derrumbó la chimenea del comedor y dañó la enorme chimenea del vestíbulo, reduciendo el número de hogares utilizables de ocho a dos. El edificio se desprendió parcialmente de sus cimientos y el acceso a algunos de los niveles superiores tuvo que restringirse por motivos de seguridad. No hubo muertos ni heridos graves en la posada como consecuencia del terremoto. La chimenea del comedor fue finalmente reconstruida en 1985, pero la parte exterior de la chimenea del vestíbulo fue reemplazada por una sola tubería de acero, visible en muchas fotos exteriores.

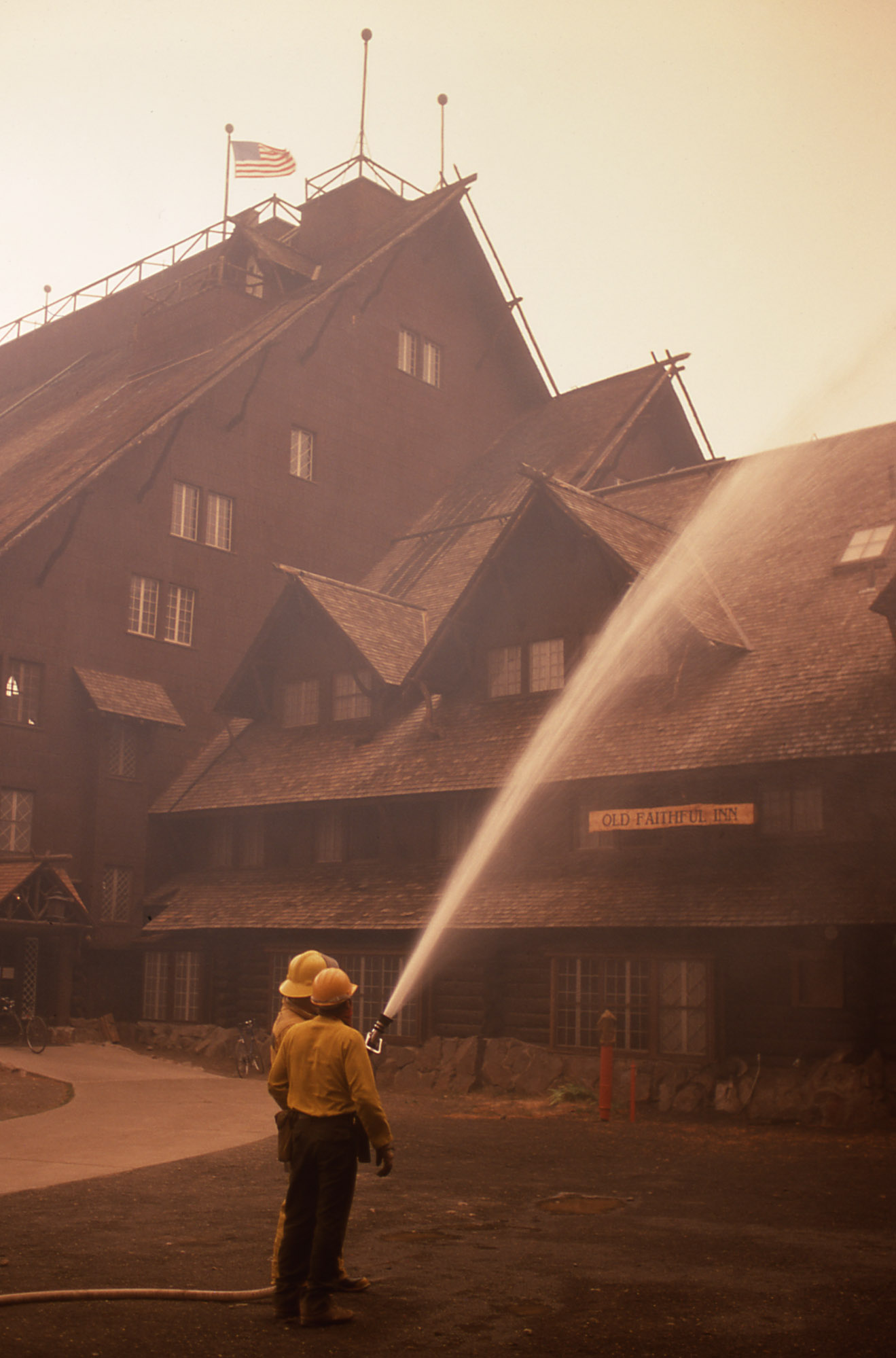
Un bombero rocía agua en el techo como precaución durante los incendios de 1988

En 1988, la posada fue seriamente amenazada por el incendio de North Fork, pero fue salvada por la acción de los bomberos, voluntarios y un sistema de rociadores que se instaló en el techo el año anterior.
Las habitaciones de alta gama en las adiciones del ala este y oeste se renovaron en 1993 y 1994. Para celebrar el centenario de la posada en 2004, se inició la construcción de un importante proyecto de renovación multimillonario de la Old House original con la ayuda de A&E Architects de Missoula.

### Visitantes presidenciales
El Old Faithful Inn ha tenido varios visitantes notables, incluso anteriores a su construcción. Chester Arthur acampó fuera del área del ala este en 1883, Theodore Roosevelt visitó el sitio en 1903, Warren Harding se quedó en 1923, Calvin Coolidge en 1927 y Franklin Roosevelt en el otoño de 1937.

### Navidad en agosto
Según la tradición del parque, una extraña tormenta de nieve azotó el Old Faithful Inn el 25 de agosto en algún momento de principios del siglo XX. En lugar de lamentar el hecho de que estaban aislados, se dijo que los invitados aprovecharon la oportunidad para celebrar la Navidad en agosto.

## En la cultura popular
- Old Faithful Inn apareció en la película Yellowstone (1936).[11]

## Influencias
El edificio tuvo un efecto pronunciado en el entorno construido en los Parques Nacionales, lo que influyó en el desarrollo del estilo rústico del Servicio de Parques Nacionales que se generalizó durante la década de 1920. Aunque no fue el primer hotel con un lobby de varios pisos, el concepto se generalizó a mediados del siglo XX en los hoteles urbanos. En 2007, fue seleccionado como el número 36 en una lista de los 150 edificios favoritos en Estados Unidos en una encuesta del American Institute of Architects.

## Designaciones históricas
El Old Faithful Inn fue incluido en el Registro Nacional de Lugares Históricos el 23 de julio de 1973. Fue designado Monumento Histórico Nacional el 28 de mayo de 1987. Es el elemento central en el Distrito Histórico de Old Faithful, que incluye Old Faithful Lodge al otro lado de Old Faithful. El Lodge, que fue diseñado por Gilbert Stanley Underwood para brindar servicios de comedor y para huéspedes a una comunidad de cabañas, es más bajo y de naturaleza más discreta, pero compatible con un estilo rústico.